# Tagliolo Monferrato
Tagliolo Monferrato és un municipi situat al territori de la província d'Alessandria, a la regió del Piemont (Itàlia).
Pertanyen al municipi les frazioni de Caraffa, Cherli, Crocera, Gambina, Grossi, Mongiardino, Pessino, Pianomoglia i Varo.
Tagliolo Monferrato limita amb els municipis de Belforte Monferrato, Bosio, Casaleggio Boiro, Lerma, Ovada, Rossiglione i Silvano d'Orba.

## Galeria

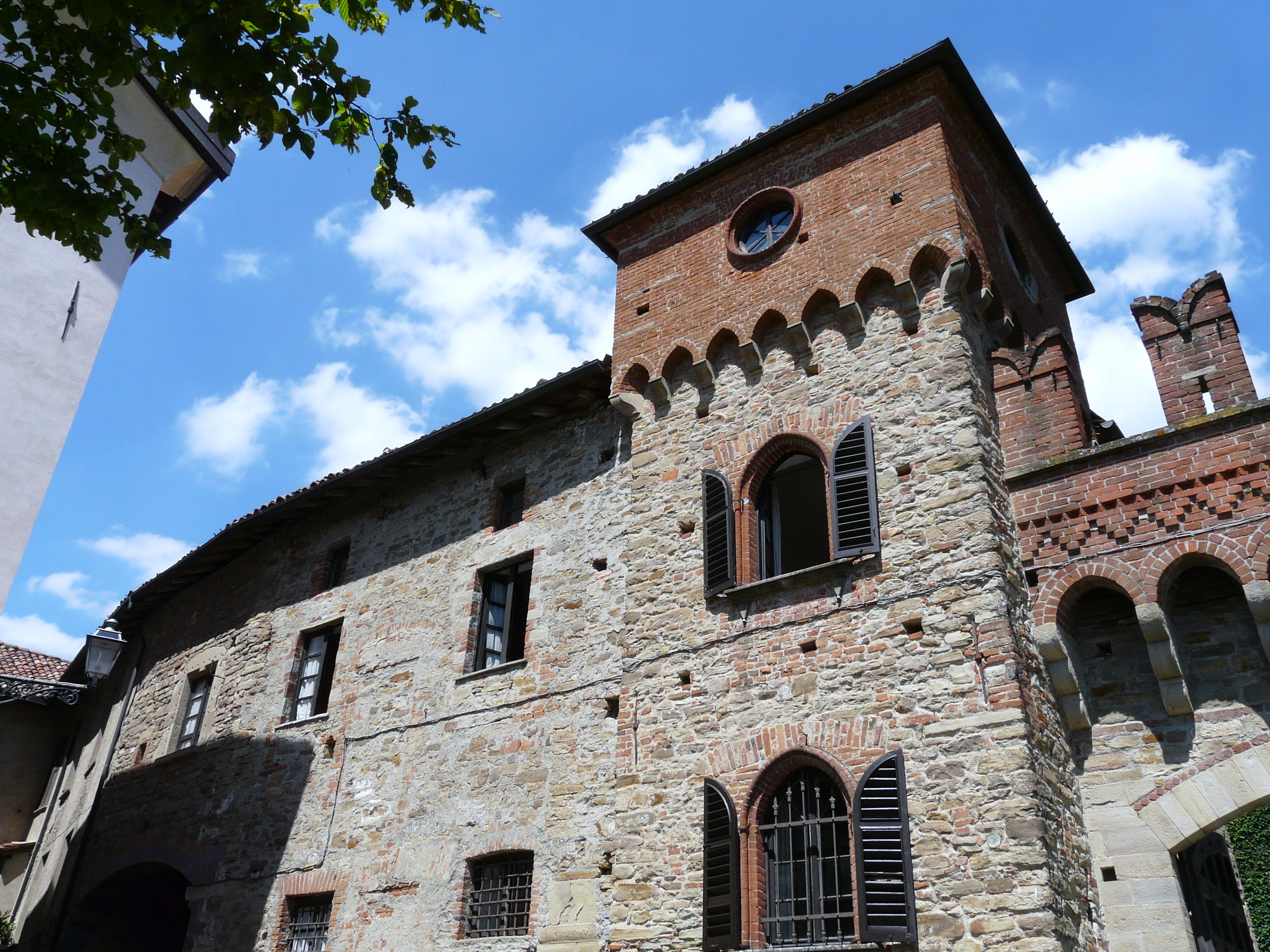
El castell de Tagliolo Monferrato
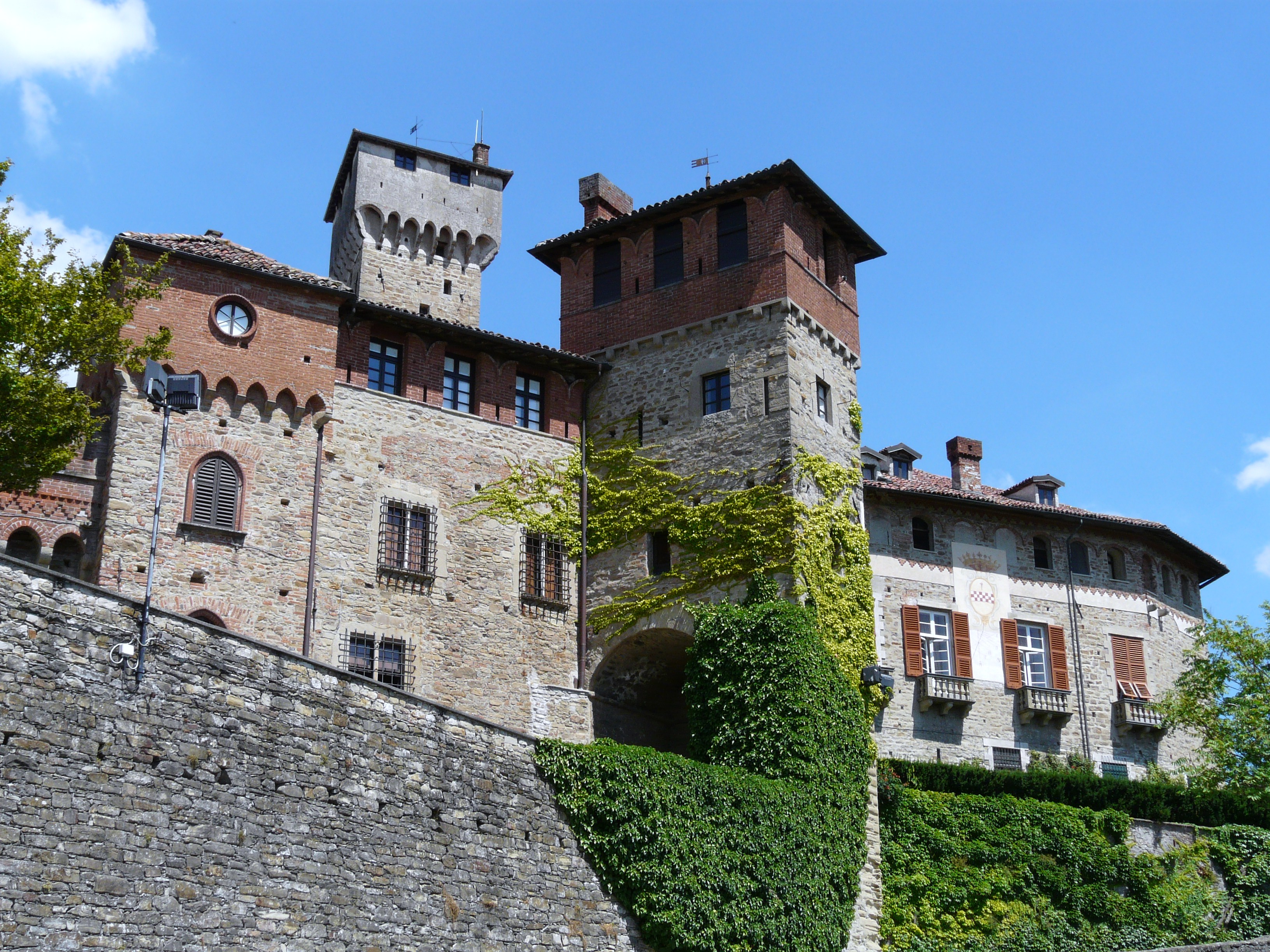
El castell de Tagliolo Monferrato
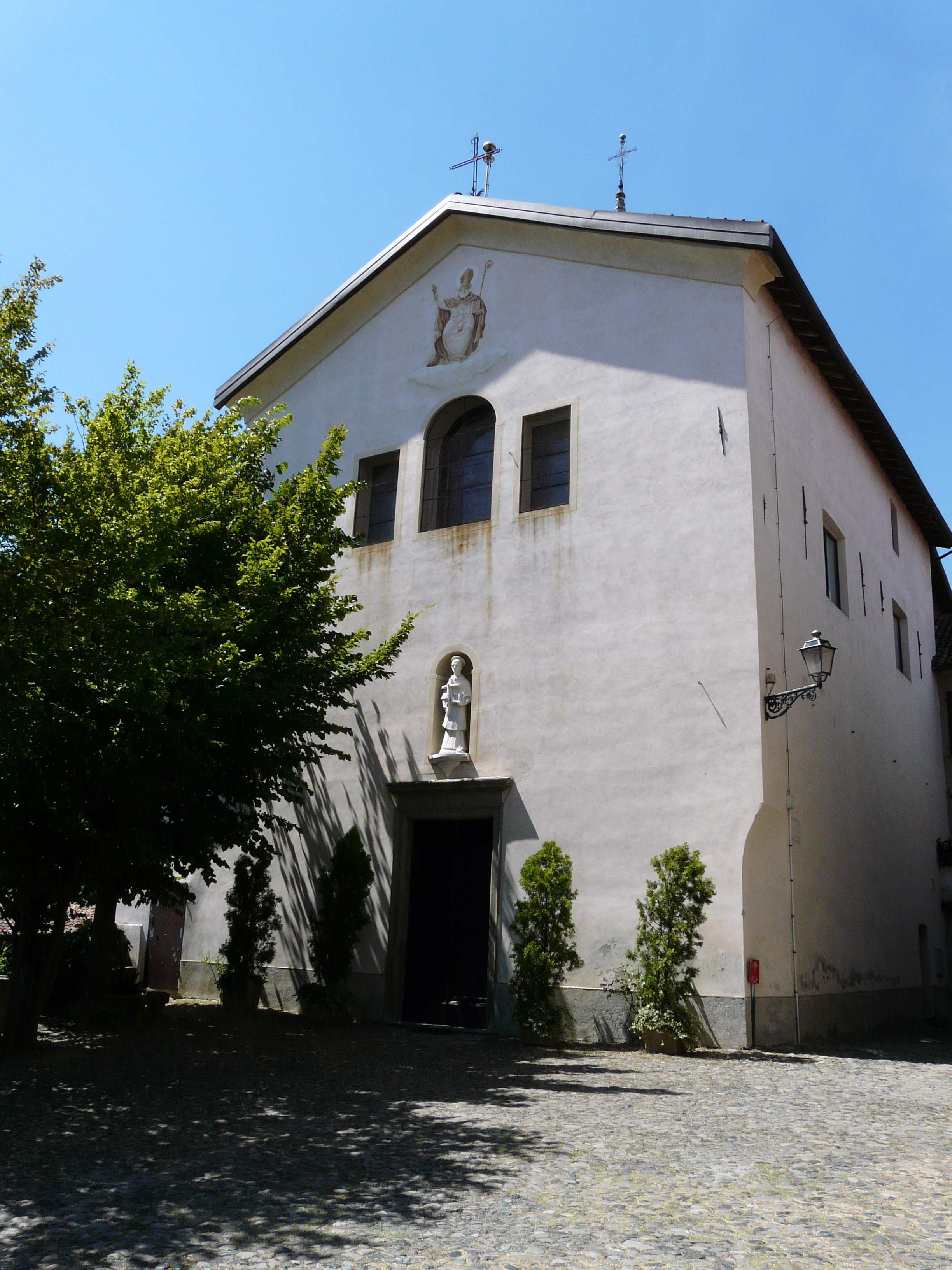
Façana de l'església de Sant Vito
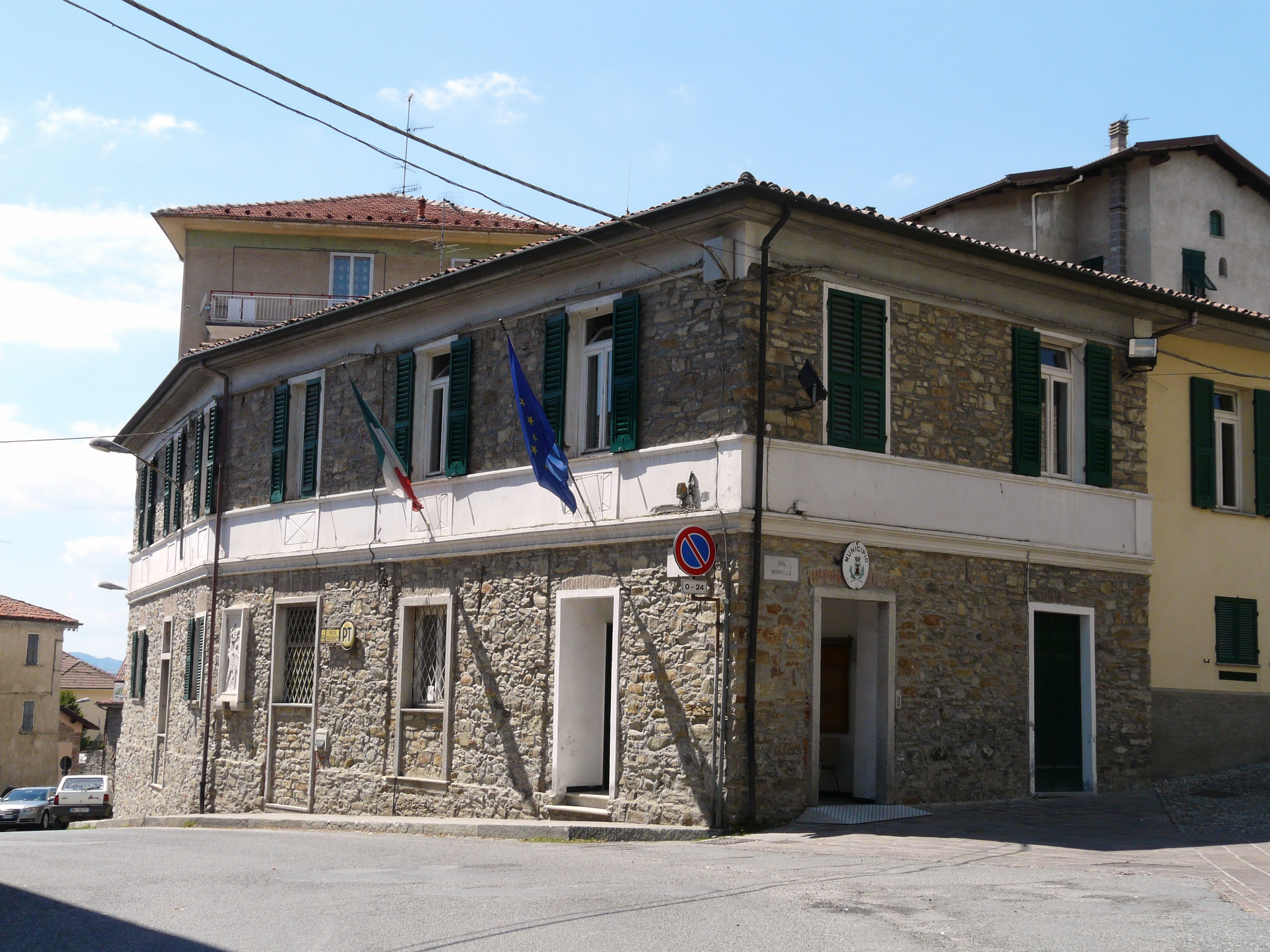
Ajuntament